# Al-Mu'tadid bi-'llah

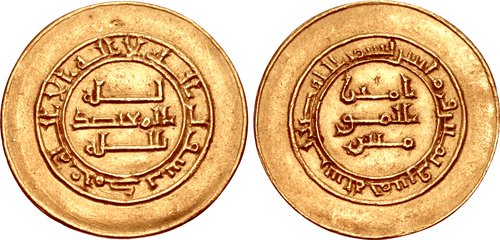
Dinar mit dem Namen al-Mutadids aus seiner Zeit

al-Mu'tadid bi-'llah, arabisch المعتضد بالله أحمد بن طلحة al-Mu'tadid bi-'llah Ahmad ibn Talha, DMG al-Muʿtaḍid bi-'llāh Aḥmad b. Ṭalḥa (* um 860 - genaues Jahr unbekannt; † 5. April 902), war der sechzehnte Kalif der Abbasiden (892–902).

## Leben
Abu l-Abbas Ahmad ibn al-Muwaffaq ibn al-Mutawakkil al-Mu'tadid war der Sohn des Regenten al-Muwaffaq (875–891) und der Sklavin Ḍirār. Er trat 892 die Nachfolge seines Onkels al-Mu'tamid (870–892) an. Als Sohn des Regenten al-Muwaffaq hatte er schon an den Kämpfen gegen die Zandsch-Sklaven im Südirak teilgenommen und 885 einen Feldzug gegen die Tuluniden in Syrien geführt.
Nach dem Tod seines Vaters übernahm er dessen Ämter und zwang al-Mutamid, ihn zum Thronfolger zu ernennen. Unter der Regentschaft von Abu l-Abbas Ahmad wurde kurz vor dem Tod von al-Mutamid die Residenz des Kalifen von Samarra wieder nach Bagdad verlegt (892).
Unter seiner Regierung kontrollierten die Kalifen nur den Irak, Nordsyrien und den westlichen Iran. Ihm gelang es aber, in diesen Gebieten die Herrschaft der Abbasiden zu festigen, indem er unbotmäßige Statthalter bekämpfte und auch die Staatsfinanzen wieder sanieren konnte. Zwar erkannte er die Herrschaft der Tuluniden in Ägypten an und heiratete Qatr al-Nada, eine Tochter Chumarawaihs, doch erhielt er dafür eine sehr reiche Mitgift und jährliche Tribute. Durch diesen Ausgleich konnte al-Mu'tadid Nordsyrien wieder fest unter die Kontrolle der abbasidischen Verwaltung bringen und die Hamdaniden in Nordsyrien erfolgreich bekämpfen.
Allerdings breitete sich unter seiner Herrschaft die Bewegung der ismailitischen Qarmaten im Irak aus. 899 gründeten sie in Ostarabien (al-Hasa und Bahrain) einen Staat, der sich in der Folgezeit der Herrschaft der Kalifen entzog und die Abbasiden bekämpfte. Auch in Syrien gewannen die ismailitischen Fatimiden Einfluss unter den Beduinen der Syrischen Wüste. Allerdings konnte ein Aufstand dieser Beduinen vor Damaskus niedergeschlagen werden (901).
Al-Mu'tadid versuchte auch wieder an die Blütezeit der Abbasiden unter al-Ma'mun zu Beginn des 9. Jahrhunderts anzuknüpfen. So war er ein Anhänger der Lehre der Mutaziliten und versuchte, sie wieder verstärkt zur Geltung zu bringen. Dies führte allerdings zur Opposition der Muslime, bei denen sich die Lehre der Hanbaliten durchgesetzt hatte. Al-Mutadid starb am 5. April 902. Er soll vergiftet worden sein. Die Nachfolge al-Mutadids übernahm dessen Sohn al-Muktafi (902–908).

## Familie und Beziehungen
- Im Jahr 895 heiratete er die Tuluniden-Prinzessin Qatr al-Nada,[6] die im Jahr 900 verstarb.[7]

- Eine seiner Konkubinen war die Sängersklavin Nabt.[8]